# Beinum (Salzgitter)
Beinum ist einer der insgesamt 31 Stadtteile der kreisfreien Stadt Salzgitter in Niedersachsen, gelegen in der Ortschaft Südost. Beinum gehörte bis zum 31. März 1942 zum  Landkreis Goslar und wurde durch einen Verwaltungsakt am 1. April 1942 ein Teil der Großstadt Watenstedt-Salzgitter. Am 23. Januar 1951 wurde diese amtlich in Salzgitter umbenannt.

## Geschichte
Die etymologische Deutung des Ortsnamens von Beinum verweist auf eine Entstehung des Ortes im 5/6. Jahrhundert. Beinum gehört zu den sogenannten „hem“-Orten, diese Namen wurden später abgewandelt zu „heim“, „am“ oder „um“. Die Vorsilbe „Ben“ bzw. „Bein“ verweist auf die altsächsische Benennung. Die Entstehung Beinums fällt mit dem Beginn der Salzgewinnung im Salzgau zusammen, d. h. in der Region zwischen Vepstedt, Kniestedt (beide heute Salzgitter-Bad) und Gitter.
Die erste urkundliche Erwähnung stammt aus einem Güterverzeichnis des Goslarer Domstifts. Das Verzeichnis wurde vom Domscholastiker Thietmar zwischen 1174 und 1195 erstellt. Es enthält eine Aufstellung der Orte, an denen das Goslarer Domstift resp. seine Stiftsherren Besitztümer hatten. Danach besaß das Stift um diese Zeit in Behem (damaliger Name für Beinum) drei Hufen Land und sechs Hofstellen. Die Edelherren von Meinersen waren in Benem begütert. Sie gaben um 1220 eine Hufe als Lehen an die Brüder Konrad und Steppo von Mahner.

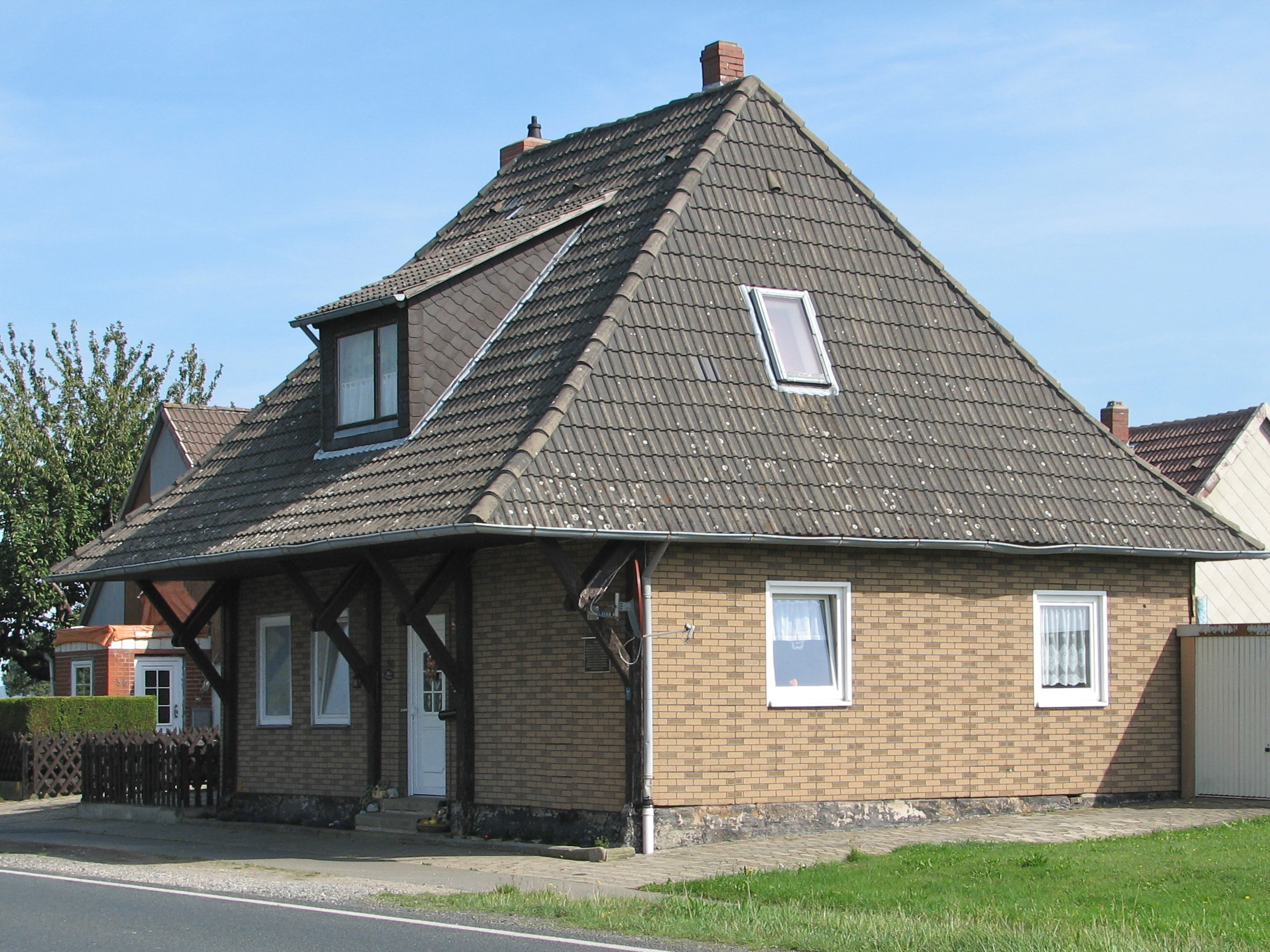
Ehemaliges Weghaus in Salzgitter-Beinum

Der Ortsname wandelte sich später von Behem (1174) zu Benem (1209, in einer Urkunde von Papst Innozenz III.), Beinem (1225), Beinum (1278), Beynum (1356) und Benum (1400). Seit 1548 wird in den Schriftstücken durchgängig der heutige Ortsname Beinum verwendet.
Für die weitere Entwicklung Beinums im Mittelalter war dessen Lage an der Kreuzung zweier Heerstraßen entscheidend. Es handelte sich dabei um die Mindener Heerstraße, die von Hildesheim nach Halberstadt verlief, und die Frankfurter Heerstraße, die von Frankfurt aus dem Tal der Innerste kam und weiter nach Braunschweig führte (heute B248).
Später wurde Beinum als Grenzort zwischen dem Fürstentum Braunschweig-Wolfenbüttel und dem Bistum Hildesheim zur Zollstation. Das „Chausseegelderheberhaus Nr. 1 an der 4. Meile der Chaussee von Braunschweig nach Seesen“ an der südlichen Ortsgrenze wurde um 1779 erbaut. Im Jahre 1874 wurde die Wegegelderhebung eingestellt und das Gebäude veräußert. Es ist heute noch erhalten und befindet sich in Privatbesitz.

### Freiwillige Feuerwehr
Die Anschaffung der ersten Handdruckfeuerspritze erfolgte 1871.
Mit dem Gesetz, das Feuerhülfswesen betreffend vom 2. April 1874 kam es in den Folgemonaten zu einer Gründungswelle Freiwilliger Feuerwehren im Herzogtum Braunschweig. Die Gründung der Feuerwehr erfolgte in Beinum am 3. Juni 1892 mit 48 Männern.

### Bevölkerungsentwicklung
Frühe Angaben finden sich in einem Hufenschatz- und Zehnteinnahmeregister von 1523, danach gab es zu dieser Zeit in Beinum 23 Höfe. 1548 wurden es bereits 47 Hufen Ackerland bearbeitet, dazu kamen noch 10 Hufen Wald. Bis 1624 war die Zahl der Acker- und Kothöfe auf 31 gewachsen, die zusammen 1410 Morgen Land bewirtschafteten.
Erste Einwohnerzahlen sind von 1667/68 bekannt, es wurden insgesamt 146 Einwohner genannt, von denen 112 in der Landwirtschaft tätig waren. In einem Einwohnerverzeichnis von 1808 werden 87 Haushalte mit 376 Einwohnern aufgezählt. In der Folgezeit wuchs Einwohnerschaft weiter an und 1900 hatte Beinum 434 Einwohner. Die Zahl der Gehöfte war auf 69 gestiegen, von diesen wurden etwa 1300 Morgen Ackerland bewirtschaftet.
Bedingt durch den Aufbau der Reichswerke AG (Hermann-Göring-Werke) stieg die Einwohnerzahl im Zeitraum von 1933 bis 1939 sprunghaft von 453 auf 702 an. Nach Ende des Zweiten Weltkrieges kamen noch zahlreiche Flüchtlinge und Vertriebene hinzu, die vorübergehend in Beinum untergebracht waren. Der Höchststand wurde 1950 mit 929 Einwohnern erreicht. 520 von ihnen zählten zu den Flüchtlingen, die später woanders eine neue Heimat fanden.
Auch heute besitzt Beinum einen überwiegend ländlichen Charakter. Es gibt sechs landwirtschaftliche Betriebe. Rund um den Ort werden mehr als 400 ha landwirtschaftlich und etwa 80 ha forstwirtschaftlich genutzt.
| Jahr | Einwohner |
| ---- | --------- |
| 1821 | 355       |
| 1848 | 445       |
| 1871 | 466       |
| 1925 | 456       |
| 1933 | 453       |
| 1939 | 702       |
| 1946 | 902       |
| 1950 | 929       |
| 1960 | 629       |

| Jahr | Einwohner |
| ---- | --------- |
| 1970 | 609       |
| 1980 | 538       |
| 1990 | 578       |
| 2000 | 637       |
| 2006 | 570       |
| 2010 | 540       |
| 2012 | 502       |
| 2014 | 507       |
| 2016 | 503       |

| Jahr | Einwohner |
| ---- | --------- |
| 2018 | 499       |
| 2019 | 500       |
| 2020 | 488       |
| 2021 | 499       |
| 2022 | 491       |
| 2023 | 487       |
| 2024 | 471       |

## Politik

### Wappen
Die Eichenblätter und die Ähren sind ein Symbol für die Eichenwälder, von denen der Ort einst umgeben war, und für die Landwirtschaft – früher die wirtschaftliche Grundlage für die Bewohner. Das geneigte Schwert erinnert an die Schlacht bei Beinum am 21. Oktober 1393, in der Herzog Friedrich von Braunschweig mit Unterstützung durch den Kurfürsten von Sachsen gegen ein Hildesheimer Ritteraufgebot unter Hans von Schwicheldt und Curd von Steinberg zog. 150 Hildesheimer fielen, 183 wurden gefangen genommen. Nach dieser verlorenen Schlacht mussten die Hildesheimer Bischöfe noch lange Entschädigungen zahlen.
Das Wappen wurde auf einer Bürgerversammlung im Oktober 2008 als Ortswappen von Salzgitter-Beinum angenommen.

## Kirche

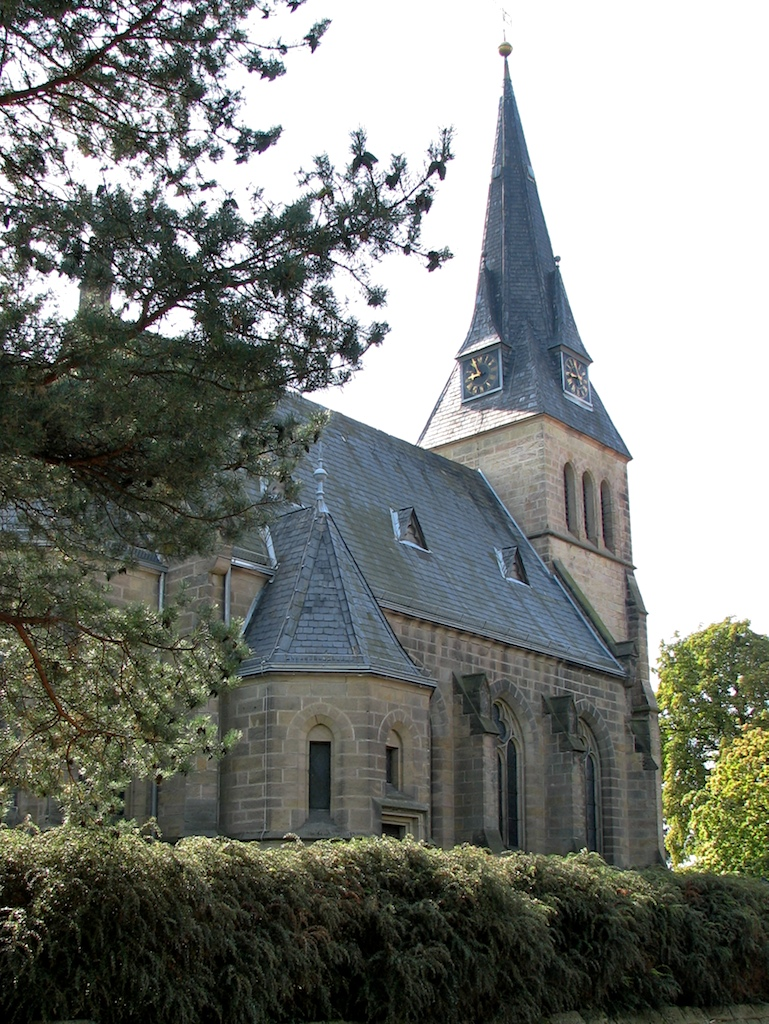
Kirche von Salzgitter-Beinum

Die erste Beinumer Kirche – eine Wehrkirche – wurde zwischen dem 10. und dem 13. Jahrhundert gebaut. Diese Wehrkirche bestand aus drei Gebäudeteilen: im Westen stand ein rechteckiger Turm, daran schloss sich das Kirchenschiff an, den Abschluss bildete ein rechteckiger Chorraum mit einer Sakristei an der Ostwand. Die Mauern der Kirche waren aus geschichteten Bruch- und Feldsteinen, die in Kalkmörtel eingebettet waren, die Einfassungen waren aus Sandstein.
Das erste Pfarrhaus Beinums wurde 1568 fertiggestellt. Am 11. Februar 1569 trat hier Henrichs Lehnhoff (1537–1612) als erster lutherischer Pfarrer von Beinum sein Amt an. Er führte diese Landpfarrei bis zu seinem Tode 1612.
Nachdem die alte Wehrkirche schon länger baufällig war, entschloss man sich 1889, diese abzureißen und durch einen Neubau zu ersetzen. Der Entwurf zur neuen Kirche stammte vom herzoglichen Regierungsbaumeister Hermann Fricke aus Braunschweig. Diese ist im einfachen neugotischen Baustil gehalten, die Außenmauern bestehen aus Sandsteinquadern, die Wände im Inneren sind aus Backstein. Der Turm ist 30 m hoch und wird durch ein spitzes Schieferdach abgeschlossen, im Glockenstuhl hängen die 1875 gegossenen beiden Stahlgussglocken. Die Kirche wurde am 9. August 1891 eingeweiht.
Die neue Orgel wurde von der Hannoveraner Firma Furtwängler & Hammer erbaut. Als die Kirchengemeinde 1960 die Kosten für eine Reparatur der nach dem Prinzip der mechanischen Kegellade arbeitenden Orgel nicht aufbringen konnte, wurde sie stillgelegt und durch ein Elektronium ersetzt. Erst zum 100-jährigen Bestehen der Kirche wurde die Furtwängler-Orgel 1991 überholt und versieht seitdem wieder ihre Dienste.